# Aéroport international de General Santos
Pour les articles homonymes, voir GES.
L'aéroport international de General Santos (Philippin: Paliparang Pandaigdig ng Heneral Santos, Cebuano: Tugpahanang Pangkalibutanon sa Heneral Santos, Hiligaynon: Pangkalibutan nga Hulugpaan chanté Heneral Santos) (code IATA : GES • code OACI : RPMR) est un aéroport international situé dans la ville de General Santos, Philippines desservant la grande région de SOCCSKSARGEN de la Région (XII). Situé à Barangay Fatima, l'aéroport est le plus grand aéroport de l'île de Mindanao et est officiellement classifié Aéroport International par l'Autorité de l'Aviation Civile des Philippines (CAAP).

## Installations

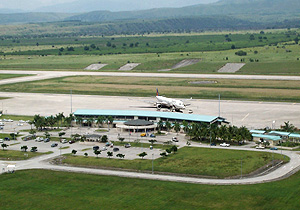
Vue aérienne de General Santos International Airport

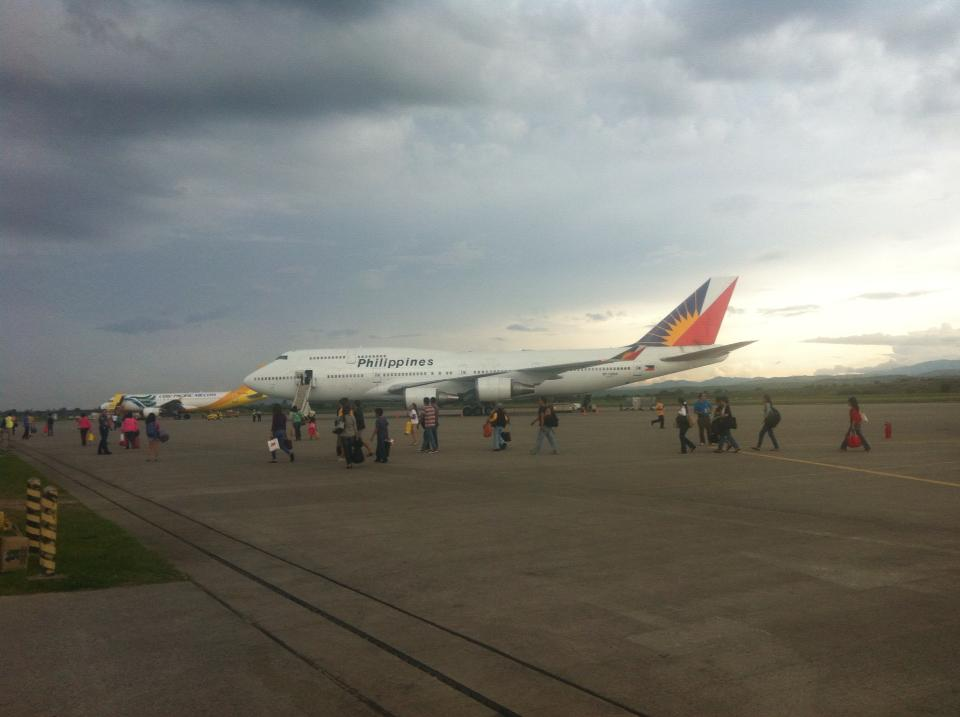
Les passagers arrivant à l'aéroport de General Santos, au fond un Boeing 747-400 de Philippine Airlines et un A320 de Cebu Pacific.

## Situation
| \| 100 km1:11 581 000 \| Sicogon Bacolod Bancasi Basco Busuanga-Coron Calbayog Camiguin Catarman Caticlan Clark Cotabato Cuyo Davao Dipolog General · Santos Iloilo Jolo Kalibo Cagayan de Oro Laoag Legazpi Mactan-Cebu Manille Marinduque Masbate Naga Ormoc Pagadian Puerto · Princesa Roxas Tacloban Sanga · Sanga Sayak Sibulan Subic Bay Surigao San José Bohol Tandag Tugdan Tuguegarao Virac Zamboanga |
| 100 km1:11 581 000 |

## Compagnies aériennes et destinations

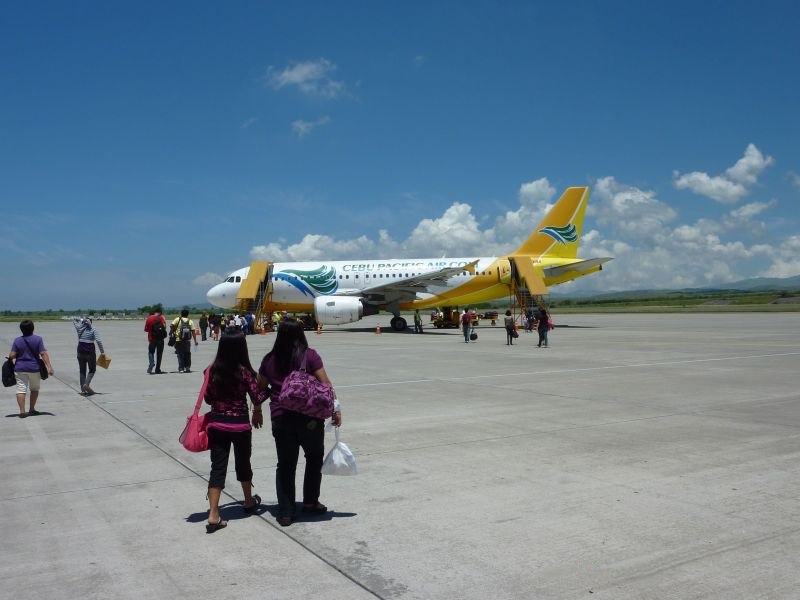
Des passagers à l'embarquement dans un Airbus A319 de Cebu Pacific

| Compagnies                                | Destinations                           |
| ----------------------------------------- | -------------------------------------- |
| Cebu Pacific                              | Mactan-Cebu, Iloilo, Manille-N. Aquino |
| Philippine Airlines                       | Manille-N. Aquino                      |
| Philippine Airlines opéré par PAL Express | Mactan-Cebu, Iloilo                    |

Édité le 07/03/2018